# Scheberghan
Scheberghan (Paschtu/Persisch (Dari): شبرغان) ist die Hauptstadt der im nördlichen Afghanistan gelegenen Provinz Dschuzdschan und hat 98.170 Einwohner.
Scheberghan liegt am Ufer des Darya-ye-Safid-Flusses, etwa 130 km westlich von Masar-e Scharif an dem zentralen nationalen Straßenring Herat-Kandahar-Kabul-Masar-e Scharif-Scheberghan-Maimana-Herat.

## Geschichte

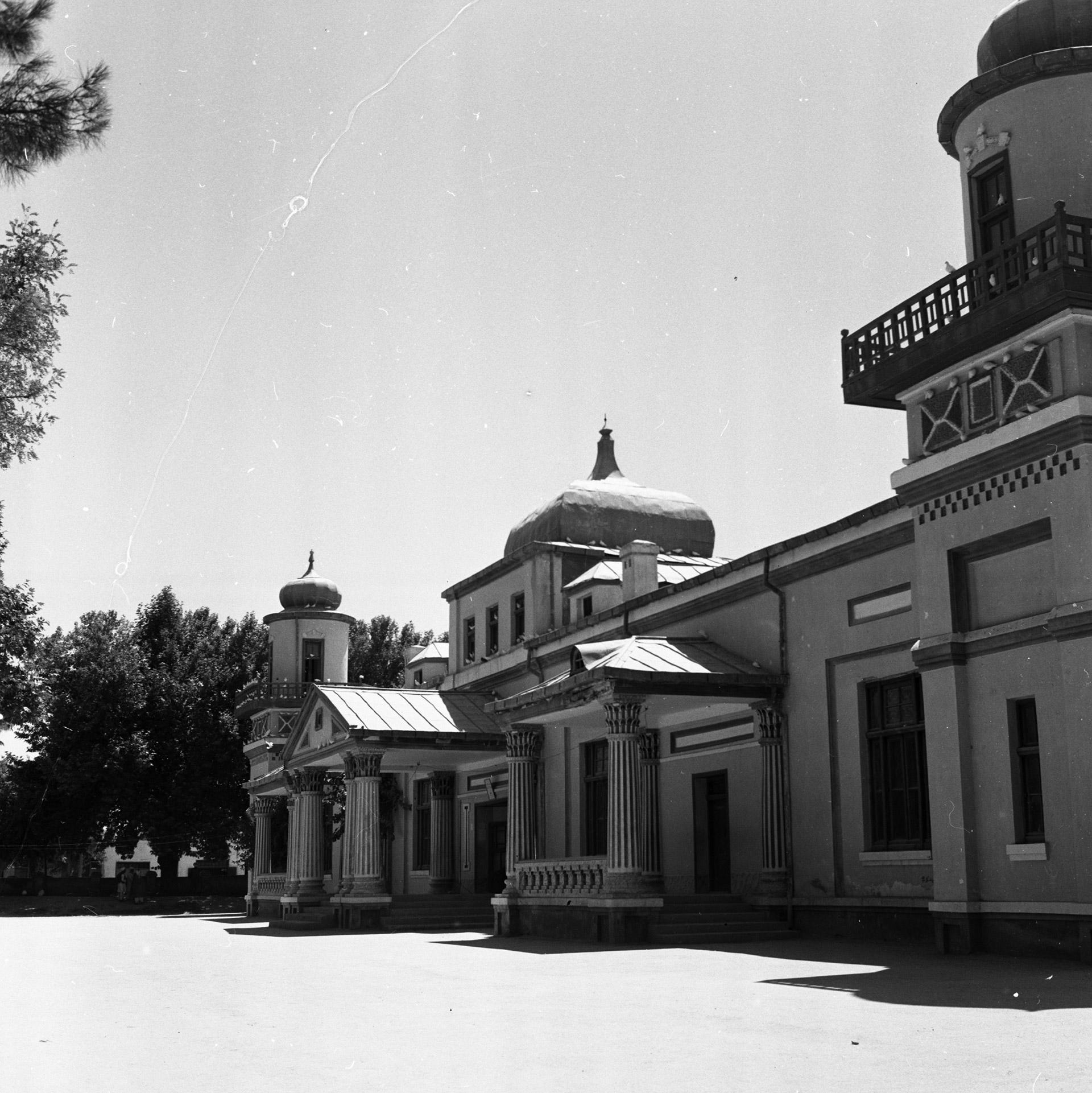
Scheberghan (1976)

Scheberghan war einst die Hauptstadt eines unabhängigen Usbekischen Khanats, das nach dem Anglo-Russischen Krieg durch die Grenzvereinbarungen von 1873 an Afghanistan abgetreten wurde.
Scheberghan war Schauplatz des Dascht-i-Leili-Massakers im Dezember 2001 während der US-Invasion Afghanistans, als zwischen 250 und 3000 (variierend je nach Quelle) Taliban-Gefangene durch Erschießen oder durch Ersticken in LKW-Metallcontainern umkamen, während sie durch Truppen der USA und der Nordallianz von Kunduz nach Scheberghan transportiert wurden.
Scheberghan war eine Hochburg des usbekischen Warlords General Abdul Raschid Dostum, der mit seinem tadschikischen Rivalen Atta Mohammad Noor um die Kontrolle über Nord-Afghanistan wetteiferte.
Am 7. August 2021 konnten die wiedererstarkten Taliban, die im ganzen Land zwischenzeitlich Provinzhauptstädte angriffen, die Stadt einnehmen. Die Streitkräfte der Regierung und Beamten hatten sich nach Angaben des Gouverneursamts zum Flughafen zurückgezogen.

## Wirtschaft
Scheberghan liegt inmitten von landwirtschaftlich genutztem Bewässerungsland.
Seit 1967 wurde hier mit sowjetischer Unterstützung im Khowaja Gogerak-Gasfeld die Ausbeutung von Afghanistans Erdgas-Vorkommen begonnen, 15 km östlich von Scheberghan. Die Vorkommen wurden auf etwa 67 Milliarden m³ geschätzt. Ebenfalls im Jahr 1967 stellten die Sowjets eine 100 km Gaspipeline fertig, die Keleft in der Sowjetunion mit Scheberghan verband.
Scheberghan ist ein wichtiger Standort für die Energieversorgung Afghanistans:
- Das Zomrad Sai-Ölfeld liegt bei Scheberghan.
- Die Scheberghan-Ölraffinerie bearbeitet Rohöl für den Gebrauch in Heizkesseln in Kabul, Mazar-e Scharif and Scheberghan.
- Die Jorqaduk-, Khowaja Gogerak- und Yatimtaq-Gasfelder liegen im Umkreis von 30 km um Scheberghan.